# シンフジハイヤー
シンフジハイヤー株式会社は静岡県の富士市を中心にタクシー・貸切観光バスを運営する。
バス部門は新富士観光バスの名称で営業。静岡県タクシー協会、日本バス協会加盟。

## 沿革
- 1953年7月23日 - 南急タクシーとして設立。

## 事業所
- 本社営業所/静岡県富士市三ツ沢253-1

その他、富士西営業所も置かれている。

## 主な事業
- タクシー事業
- ハイヤー事業
- 観光バス事業 など。

## 車両
- タクシー・ハイヤー車両は、日産・クルー、トヨタ・コンフォート、日産・セドリック、日産・キャラバン、トヨタ・ハイエースのほか、外国車としてメルセデス・ベンツ・キャデラックも保有している。
- 介護タクシーの営業も行われている。
- 観光バス車両は、三菱ふそう・いすゞ、日野自動車の3社を採用している。